# Eric Defoort
Eric Defoort (Ypres, 27 giugno 1943 – Gentbrugge, 16 dicembre 2016) è stato un politico e storico belga, presidente dell'Alleanza Libera Europea.

## Biografia

### Gioventù
Già da adolescente è stato impegnato nel Movimento fiammingo, in particolare nell'Algemeen Diets Jeugdverbond. Come studente di storia presso la Katholieke Universiteit Leuven, è stato amico, tra gli altri, di Frans Verleyen e Jaak Vandemeulebroucke. Con quest'ultimo è stato anche attivo nel VNSU, l'Unione studentesca nazionale fiamminga.
Nel 1965 si è laureato in storia moderna presso KU Leuven con la tesi De Staten van West-Vlaanderen (1787-1791). Nel 1975 ha conseguito un dottorato in storia presso la stessa università con la tesi Een Belgisch reactionair katholicisme. Maurras en de Action Française binnen het Belgische Franstalige katholicisme, 1898-1926.

### Storia recente
Dal 2007 al 2009, Eric Defoort è stato presidente del Vlaamse Volksbeweging - VVB (Movimento Popolare Fiammingo), un'organizzazione fiamminga indipendente dai partiti politici, che opera per una maggiore autonomia per le Fiandre.
Nel marzo 2010, all'Assemblea generale dell'Alleanza Libera Europea a Venezia, è stato eletto nuovo presidente di questo partito europeo.
Come professore di storia alla Katholieke Universiteit Brussel (KUB), ha studiato profondamente il nazionalismo e pubblicato argomenti come l'identità. Dopo essersi ritirato dall'università, le sue idee ed esperienze saranno al servizio dei membri della ALE.
Eric Defoort è stato a partire dal 2001 membro della Nuova Alleanza Fiamminga. Questo partito è diventato membro a pieno titolo dell'Ale nel 2010 e ha sostenuto la sua candidatura alla presidenza.

## Pubblicazioni

### Opere
- (NL)  Charles Maurras en de Action Française in België, Bruges-Nimègue, Orion-B. Gottmer, 1978.
- (FR)  Une châtelaine flamande, Dunkerque, 1985.
- (NL)  Al mijn illusies bloeien, Anvers-Baarn, Hadewijch, 1991.
- (NL)  Neel Doff. Leven na Keetje Tippel, Anvers-Baarn, Hadewijch, 1993.
- (NL)  Het klauwen van de historicus. Sfumato, Anvers, Hadewijch, 1996.
- (NL)  Historische methode, Bruxelles, 2000.
- (NL)  Een dochter van Duitsland. Tony Simon-Wolfskehl. 1893-1991, Louvain, Van Halewyck, 2007.
- (NL)  Laat mij droef en treurig wezen, Louvain, Van Halewyck, 2014.

### Articles
- (FR) 1914-1918 (PDF), in L'Action française dans le nationalisme belge, Revue belge d'histoire contemporaine, vol. 7, n. 1-2, 1976,  pp. 113-152. URL consultato l'8 marzo 2019.
- (FR) 1918-1926 (PDF), in Le Courant réactionnaire dans le catholicisme francophone belge, Revue belge d'histoire contemporaine, vol. 8, n. 1-2, 1977,  pp. 81-153. URL consultato l'8 marzo 2019.